# Bataille de Mileto
Batailles
Batailles navales
- Rocher du Diamant (1805)
- Cap Finisterre (1805)
- îles Chausey (1805)
- Trafalgar (1805)
- Cap Ortegal (1805)

Campagne d'Allemagne (1805) : opérations en Bavière - Autriche - Moravie
- Donauwörth
- Wertingen
- Günzburg
- Haslach-Jungingen
- Memmingen
- Elchingen
- Nerenstetten
- Neresheim
- Ulm
- Ried
- Lambach
- Bodenbichl
- Steyr
- Amstetten
- Mariazell
- Dürenstein
- Hollabrunn (Schöngrabern)
- Wischau
- Austerlitz

Campagne d'Italie (1805) : Opérations en Italie du Nord
- Vérone
- Caldiero
- Forano
- Castelfranco Veneto

Invasion de Naples (1806)
- Gaète
- Campo Tenese
- Maida
- Lauria
- Maratea
- Amantea
- Mileto

.
La bataille de Mileto eut lieu le 28 mai 1807 lors de la tentative des Bourbons de reconquérir la partie continentale du royaume de Naples. L'affrontement a vu les Français, commandés par le général Reynier, s'imposer devant l' armée napolitaine et conquérir le royaume de la Calabre pendant environ une décennie. Le rapport de forces créé en faveur des anglo-napolitains après la bataille de Maida, le 4 juillet 1806, fut renversé à Mileto. La région était devenue un champ de bataille entre la France et l'Angleterre, deux grandes puissances européennes cherchant à contrôler la Méditerranée. 

## Les préparatifs de la bataille

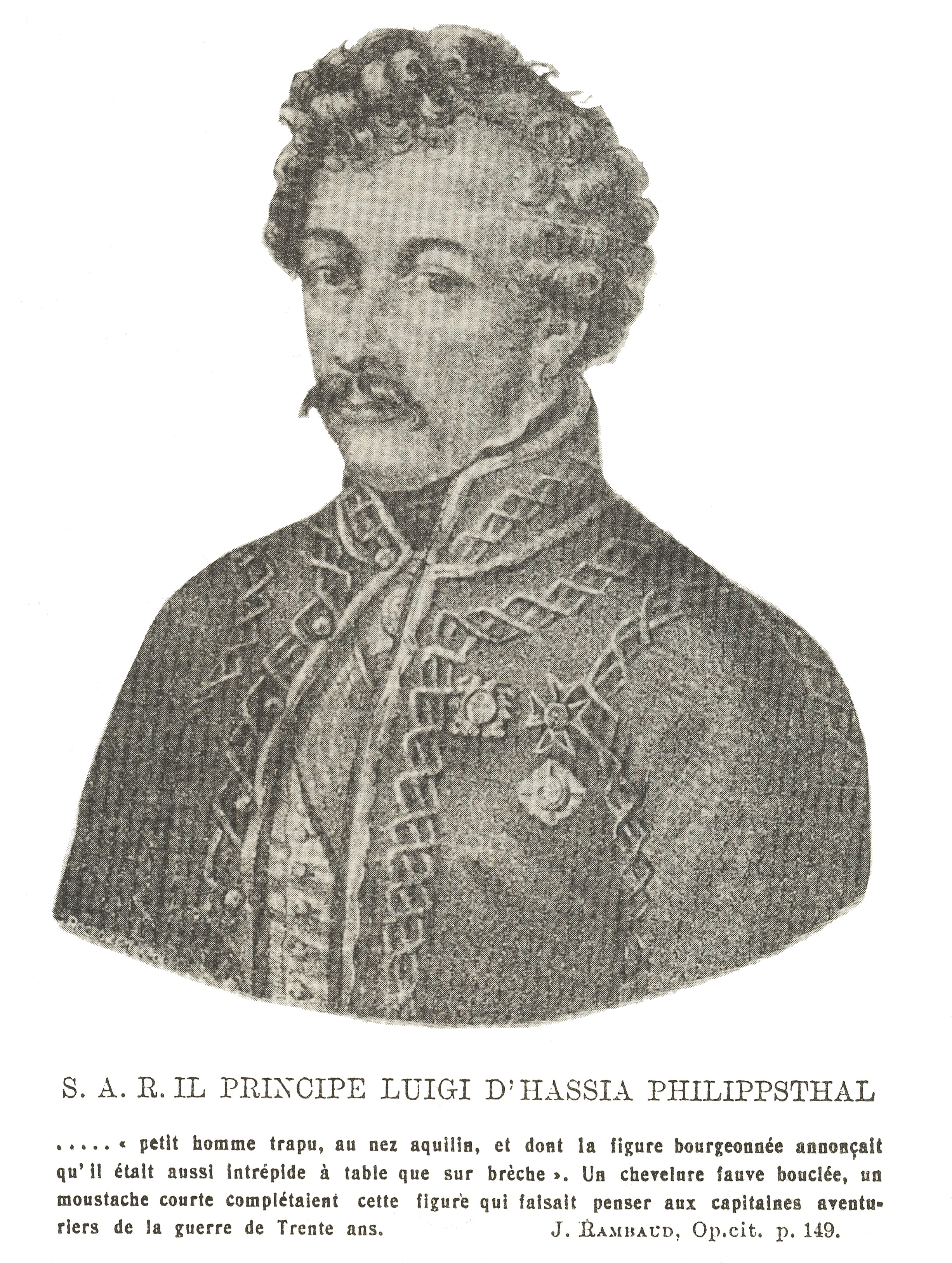
Ludwig von Hessen-Philippsthal

La maison royale des Bourbons-Sicile fuyant l'invasion française s'est réfugiée en Sicile d'où, avec les Anglais, ils ont essayé d'appuyer le brigandage calabrais pour donner aux français du fil à retordre. La répression fut cruellement menée, principalement par le capitaine Charles Antoine Manhès, déjà assistant du domaine de Joachim Murat.  
Sur l'île, protégés par la flotte anglaise, Ferdinand IV et son épouse Maria Carolina de Habsbourg-Lorraine ne renoncèrent pas à la reconquête du Royaume, en particulier pour la reine qui nourrissait un véritable sentiment de haine envers la France où, pendant la Révolution, sa sœur Marie Antoinette d'Autriche fut guillotinée. C'est la reine Marie-Caroline qui a choisi son cousin le prince Philippsthal d'Hassia comme commandant de l'armée des Bourbons. En 1806, elle avait défendu Gaète des Français.  
En mai 1807, il débarqua en Calabre dans l'intention de vaincre l'ennemi français. Il commandait environ 3 500 hommes, auxquels s’ajoutaient des troupes irrégulières de massistes. Parmi ses officiers, se trouvait le colonel Vito Nunziante. Les Français se replièrent devant l'avancée des Bourbons pour concentrer leurs troupes, environ 5 000 hommes, à Monteleone (aujourd'hui Vibo Valentia). 

## La bataille sur le terrain

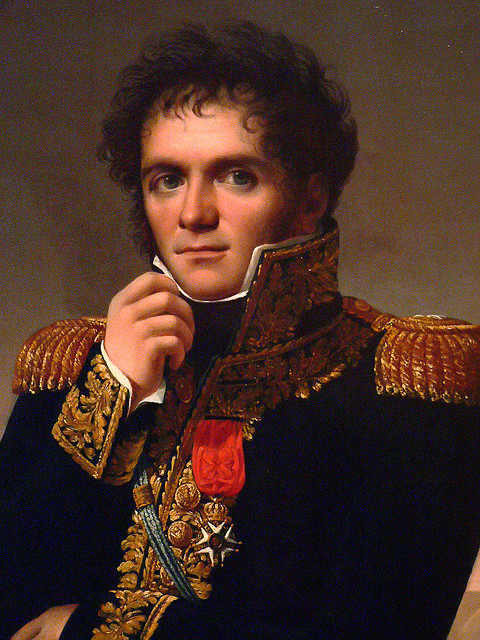
Jean Louis Ebénézer Reynier

L’armée française cherchait à se venger depuis un an, de sa défaite à Maida l’année précédente, et son commandant, le général Reynier, s'adressa à ses soldats avant l'attaque: « Le sang de vos camarades crie vengeance. Nous n'avons manqué ni de valeur, ni de discipline à Sant'Eufemia (Maida) mais nous avons seulement manqué de chance. Mais maintenant, elle se montre propice, car elle trompe l'ennemi. Bien sûr, la vengeance sera facile, à condition de se souvenir d'être français ». Les tentatives de débarquement faites par les Bourbons le long des côtes de Tropea au cours des jours précédents avaient été rejetées par les gardes municipaux des municipalités côtières et les actions inquiétantes menées autour de Monteleone par des bandes commandées par des brigands connus, comme Francatrippa, et flanquées par les troupes régulières de Bourbon n'avaient pas eu plus de chance. 
Le 26 mai 1807, Philippsthal s'était déplacé de Rosarno à Mileto avec son armée. Les journaux de bataille et les rapports rédigés par les deux parties décrivent les erreurs des Bourbons. En fait, il semble que le colonel Nunziante et d’autres officiers auraient averti le prince de Hesse de quitter la position de Milet parce qu’il y aurait été tactiquement désavantagé dans le cas d'une éventuelle attaque ennemie. Mais leurs conseils restèrent ignorés. À quatre heures et demie, commença l'attaque française sur les collines de Nao et Pizzinni, qui surplombent la ville de Mileto. De là, la bataille s'est déplacée vers la ville de Mileto où elle s'est déroulée à coups de fusil et à l'arme blanche entre les maisons de la ville et  la campagne au sud. 
La bataille fut sanglante et l'armée napolitaine fut mise en déroute et poursuivie par Rosarno, Gioia Tauro et Seminara jusqu'aux portes de Reggio de Calabre. Le pourcentage de morts était très élevé comparé au nombre de combattants d'environ dix mille hommes. D'après les sources, il semble que le sort de la bataille a été bouleversé lorsque la cavalerie des Bourbons a lancé l'attaque et n'a pas surmonté l'impact avec la formation compacte de l'infanterie française. À partir de là, la panique s’est également étendue à la deuxième ligne qui s’est livrée à une  fuite précipitée et désordonnée poursuivie par l’armée et la cavalerie françaises. Mais ce qui est pire dans l'agitation des combats, les bandes d'irréguliers ont commencé à attaquer et à piller leurs alliés Bourbon transformant ainsi la défaite en une défaite totale.

## Aspects politiques et stratégiques de la bataille de Mileto
La première cause de la défaite des Bourbons est due à l'infériorité structurelle de l'armée des Bourbons, qui avait une organisation féodale ; juste capable de contrôler les rébellions internes mais insuffisante pour faire face à une armée organisée comme celle de Napoléon qui affrontait déjà depuis quinze ans toutes les armées européennes.  
Mais l’absence sur le terrain des alliés anglais (présents à Maida en 1806) ont aussi joué un rôle important Ce plan reposait sur l'utilisation de cinq corps expéditionnaires censés mettre en œuvre une manœuvre enveloppante tout en suscitant un soulèvement général des populations du sud pour parvenir à l'anéantissement des Français. Pour des raisons politiques différentes, le plan n'a pas été mis en œuvre et l'armée napolitaine a été confrontée à un carnage annoncé. Cependant, l'armée napolitaine et les foyers de la résistance anti-française étaient si nombreux que Napoléon n'eut pas, après la bataille de Milet, les moyens notamment navals de conquérir la Sicile. Ferdinand IV, qui prit plus tard le nom de Ferdinand Ier, revint sur le trône après le congrès de Vienne de 1815. En fait, à la chute de l'empire napoléonien, la tentative de reconquête du royaume de Naples par Joachim Murat échoua lamentablement, puisqu'il fut pris et fusillé au château de Pizzo le 13 octobre 1815 après un procès sommaire.  